# Seno carotídeo

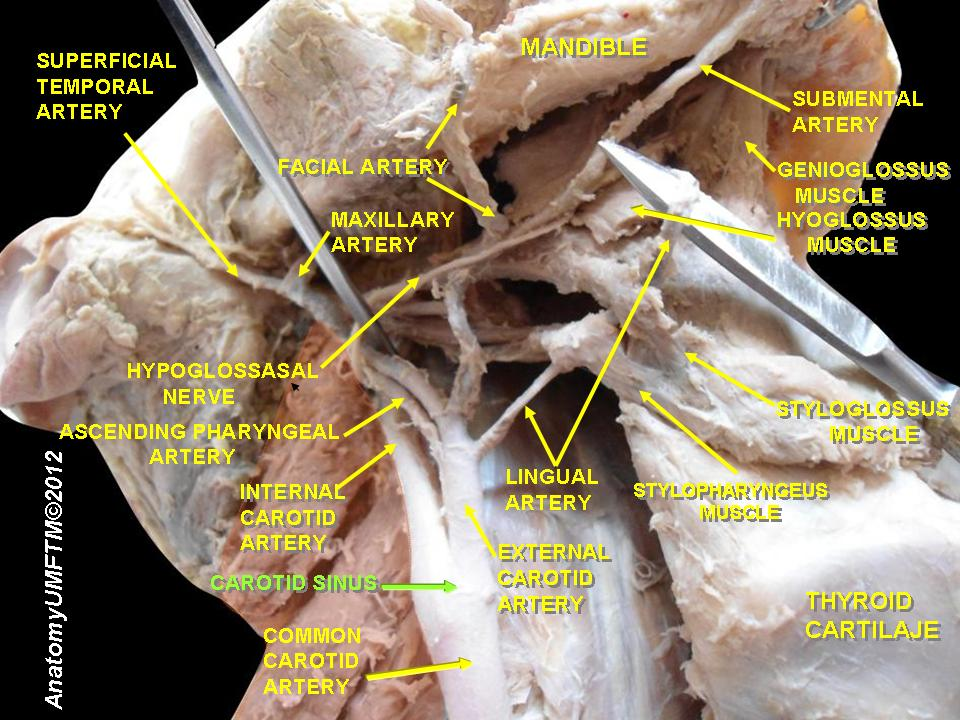
Disecciones anatómicas

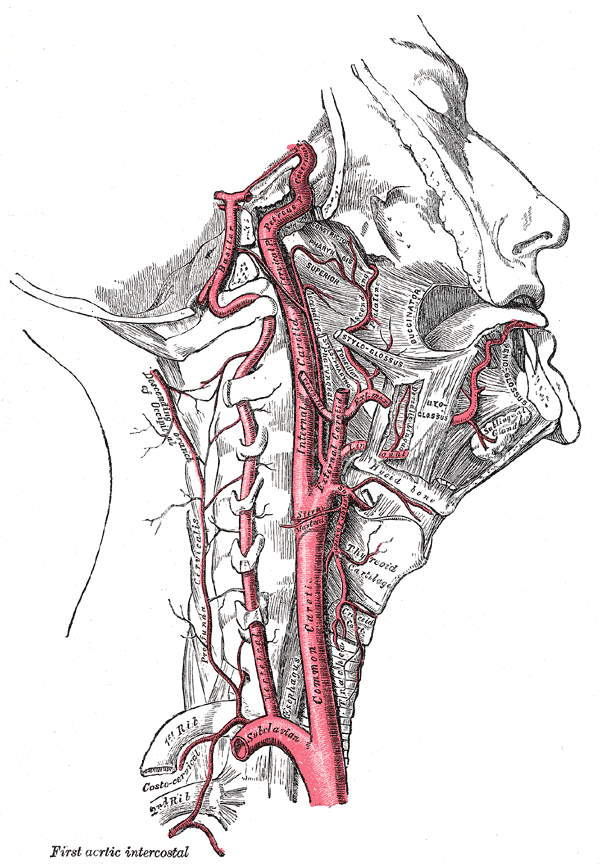
Arterias del cuello. El seno carotídeo está en el origen de la arteria carótida interna.

El seno carotídeo es una pequeña dilatación del tracto de salida de la arteria carótida interna, en la bifurcación de la carótida común (en carótida interna y externa) y a nivel del cartílago tiroides. En él se localizan un gran número de barorreceptores, terminaciones nerviosas del nervio par craneal IX (glosofaríngeo), sensibles a las distintas variaciones de la presión sanguínea que determinan la distensión o no del vaso. Las fibras nerviosas que parten de estos barorreceptores se unen a la procedentes del glomus carotídeo, formando el nervio del seno carotídeo y cayado de la aorta.
- Datos: Q956224